# 氣旋羅拉 (2023年)
強烈熱帶氣旋羅拉（英語：Severe Tropical Cyclone Lola）是南半球有史以來最早的五級熱帶氣旋。為2023－2024年南太平洋熱帶氣旋季的一個熱帶氣旋，是繼強烈熱帶氣旋朱迪與凱文後第3個在2023年影響萬那杜的強烈熱帶氣旋。

## 氣象歷史
10月19日，斐濟氣象局報告稱，所羅門群島荷尼阿拉東北約1295公里處的有一個低壓區發展，給予編號01F。當時系統位處的環境優良，海溫攝氏30至31度，且垂直風切小至中等，有利發展。在接下來的幾天裡，系統向西南移動至聖克魯斯群島附近，並逐漸增強。10月21日，斐濟氣象局將其升格為熱帶低氣壓 。幾個小時後，美國聯合颱風警報中心發布熱帶氣旋形成警報。此時系統的仍無法整合組織，低層環流中心暴露。隨著系統轉向西南移動，對流結構顯著改善 。聯合颱風警報中心在22日將其升格為熱帶風暴，給予編號01P。斐濟氣象局在同左右將其升格為一級熱帶氣旋，並命名為羅拉（Lola） 。

## 影響

### 萬那杜

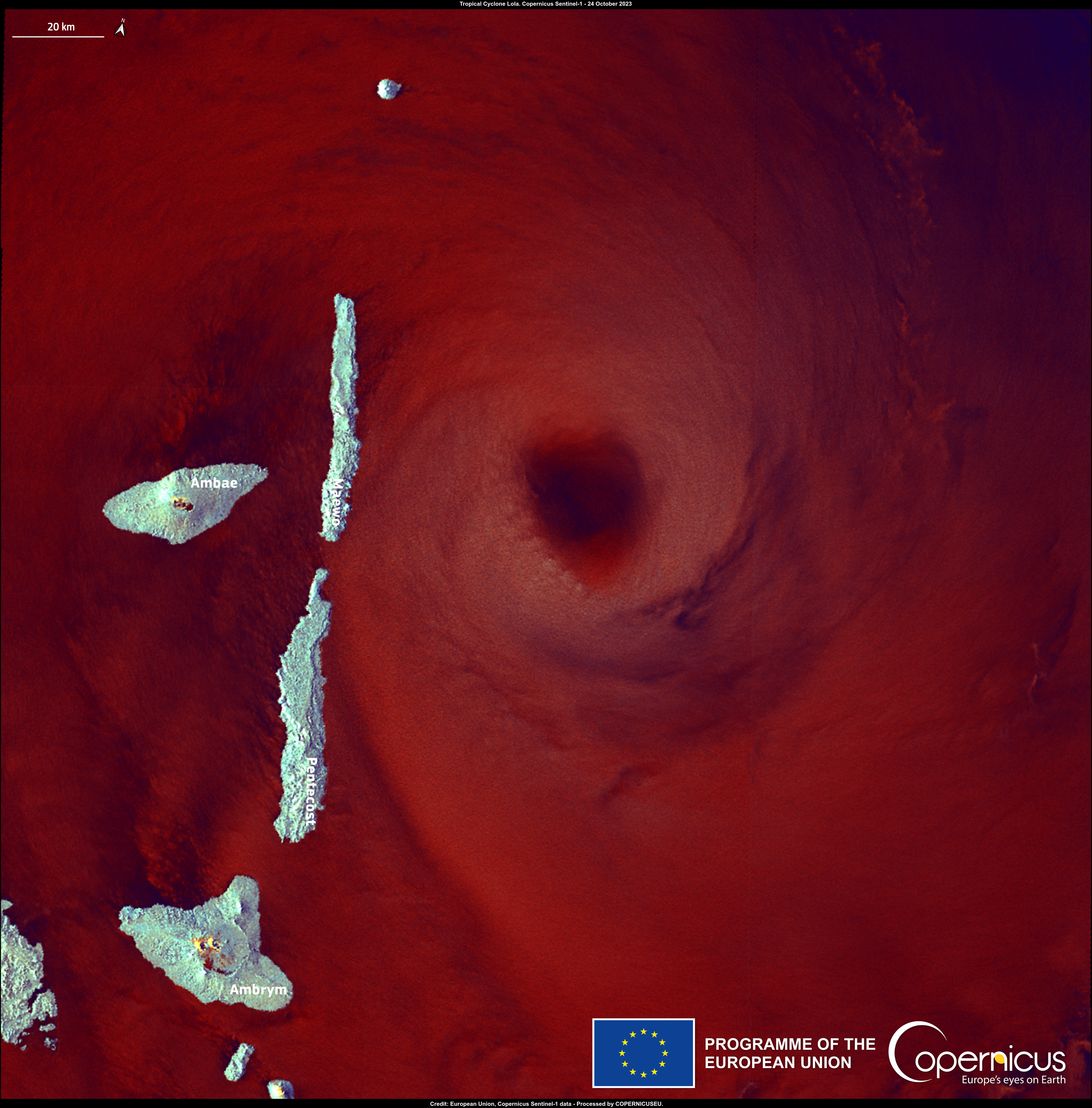
10月24日，羅拉的風眼位於邁沃東部

國家災害管理辦公室（NDMO）於氣旋影響前便在六個省份啟動救災和救援計劃，準備在颶風過後立即進行評估。首都維拉港的所有政府大樓、市場和銀行均關閉，直至另行通知 。10月23日，瓦努阿圖國家災害管理辦公室（VNDMO）向彭納馬省和桑馬省發佈了黃色警報，表示12小時內有熱帶氣旋的威脅。瓦努阿圖氣象和地質災害部門亦為這些地區發佈熱帶氣旋警告  。
由於島上的通訊中斷，訊息傳遞受限制，當地官員表示，中部省份彭納馬省和馬朗巴省的房屋、學校和莊稼均遭到一定程度的破壞。彭特科斯特島、馬拉庫拉島和安布里姆島受到的影響最為嚴重。據估計，當地50%的房屋遭受了破壞。聯合國兒童基金會報告表示，瓦努阿圖請求聯邦民事保護機制（UCPM）的支援。10月30日，紐西蘭外交部長納納亞·馬胡塔宣佈，紐西蘭將向瓦努阿圖提供450,000紐西蘭元的救濟援助，包括向安澤國際救援協會提供350,000紐西蘭元，向瓦努阿圖政府提供100,000紐西蘭元。

## 外部連結
- 世界氣象組織 （页面存档备份，存于）
- 澳大利亞國家氣象局 （页面存档备份，存于）
- 聯合颱風警報中心 （页面存档备份，存于）
- 斐濟氣象部門 （页面存档备份，存于）
- 紐西蘭氣象局 （页面存档备份，存于）
- 聯合颱風警報中心 （页面存档备份，存于）